# From Zero World Tour
From Zero World Tour – trwająca trasa koncertowa amerykańskiego zespołu nu metalowego, Linkin Park, wspierająca ósmy album studyjny grupy zatytułowany From Zero. Trasa została ogłoszona 5 września 2024 roku, wkrótce po wydaniu pierwszego singla z albumu, „The Emptiness Machine”. Trasa rozpoczęła się koncertem 11 września 2024 roku w Kia Forum w Inglewood w Stanach Zjednoczonych, a jej zakończenie zaplanowano na 15 listopada 2025 roku koncertem w Porto Alegre w Brazylii.
Jest to pierwsza trasa zespołu po siedmiu latach wstrzymania działalności i jednocześnie pierwsza bez zmarłego wokalisty grupy, Chestera Benningtona, oraz byłego perkusisty Roba Bourdona. Na trasie nie występuje także gitarzysta prowadzący zespołu, Brad Delson, który nadal pozostaje członkiem zespołu, jednak wycofał się z występów koncertowych, na których zastępuje go Alex Feder.

## Odbiór
Powrót Linkin Park na scenę z trasą koncertową „From Zero World Tour” został uznany za jedno z najważniejszych wydarzeń w świecie muzyki rockowej w 2024 roku. Trasa, stanowiąca nowy rozdział w historii zespołu, spotkała się z różnorodnym odbiorem ze strony krytyków.
Część krytyków pozytywnie oceniła decyzję zespołu o redefinicji brzmienia poprzez wprowadzenie nowych członków: Emily Armstrong jako wokalistki oraz Colina Brittaina jako perkusisty. Zmiany te zostały odebrane jako przejaw rozwoju artystycznego zespołu. Album From Zero wraz z utworami takimi jak „The Emptiness Machine” łączy nowe elementy z charakterystycznym brzmieniem zespołu. Według Poppy Burton z NME: „To nowy etap, który przynosi zarówno nową energię, jak i zachowuje ducha Linkin Park, czego świadectwem jest ich najnowszy materiał”. Alexander Haber z Metal Injection podkreślił znaczenie powrotu zespołu na scenę po latach nieobecności, szczególnie w kontekście śmierci Chestera Benningtona. W recenzji z koncertu w Barclays Center z 17 września napisał: „Linkin Park zagrali drugi koncert powrotu na Barclays Center w Nowym Jorku. Występ był pełen nostalgii i transformacji. Nowy skład zespołu, z Emily Armstrong na wokalu, zachował ducha zespołu, ale jednocześnie wprowadził świeżą energię”.
Recenzenci zwrócili uwagę na techniczną stronę trasy koncertowej, w tym oprawę wizualną i jakość dźwięku. Emily Carter z Kerrang! stwierdziła: „Linkin Park znowu pokazali, jak powinno wyglądać wielkie show. Współczesne technologie i ich doświadczenie na scenie sprawiają, że koncerty są czymś więcej niż tylko muzycznym występem”.
Interpretacja utworów przez Emily Armstrong, szczególnie „Waiting for the End” i „My December”, zyskała uznanie krytyków. Akshay Bhanawat z The Music Essentials napisał: „Choć jej styl różni się od tego, do czego przyzwyczailiśmy się po Chesterze Benningtonie, jej wokal ma własną moc, która porusza serca”. Metal Injection również podkreślił umiejętności wokalne Armstrong, zwłaszcza w utworze „The Emptiness Machine”.
Trasa wzbudziła także kontrowersje. Przeszłość Emily Armstrong i jej domniemane powiązania z kontrowersyjnymi osobami i organizacjami spotkały się z mieszanymi reakcjami. Pomimo wydanego przez Armstrong oświadczenia, kwestia ta pozostała problematyczna dla części środowiska muzycznego. Poppy Burton z NME zauważyła: „Nie sposób pominąć tego, co było w przeszłości. Dla niektórych osób to poważna przeszkoda, która wciąż nie została wystarczająco wyjaśniona”. Decyzja Brada Delsona o nieuczestniczeniu w trasie koncertowej oraz odejście Roba Bourdona wywołało dyskusję o integralności zespołu. Mimo zaangażowania Delsona w przygotowanie setlisty, jego nieobecność na scenie była przedmiotem krytyki. Emily Carter dodała również: „Linkin Park to nie tylko Mike Shinoda i Emily Armstrong. Ich brzmienie było zawsze wynikiem pracy całego zespołu, a brak Brada Delsona to duża strata, zwłaszcza w kontekście wykonania klasycznych utworów”.
Nowy kierunek muzyczny zespołu spotkał się z różnym odbiorem wśród wieloletnich fanów. Według Akshaya Bhanawata z The Music Essentials: „Nowe brzmienie jest interesujące, ale może nie być tym, czego oczekiwała część fanów, którzy przyzwyczaili się do charakterystycznej energii Chestera Benningtona”. Luke Morton z Kerrang! w swojej recenzji zauważył, że choć niektórzy fani wyrazili oburzenie na decyzję zespołu o kontynuowaniu działalności bez Chester Benningtona, 20-tysięczna publiczność w Londynie pokazała, że powrót Linkin Park jest powodem do świętowania. Morton pisał: „Zanim jeszcze wejdziesz do The O2, czuć już w powietrzu napięcie, ciekawość i ekscytację związaną z tym, co przyniosą kolejne dwie i pół godziny, gdy jedna z największych kapel wszech czasów powraca do Wielkiej Brytanii po siedmiu latach nieobecności”. Jego recenzja podkreśla również, że choć Emily Armstrong nie zastępuje Chester Benningtona, jej pasja i autentyczność podczas wykonywania klasycznych utworów Linkin Park, takich jak „Crawling” czy „Numb”, zyskały uznanie publiczności. Morton zauważył również, że nowy materiał zespołu, w tym utwory „The Emptiness Machine” i „Heavy Is The Crown”, został bardzo ciepło przyjęty przez fanów, co świadczy o entuzjazmie wobec nowego kierunku muzycznego zespołu. Ali Shutler w The Guardian podkreśliła udane połączenie nowego brzmienia z elementami nostalgii, pisząc: „Zamiast handlować nostalgią, zespół powrócił z nową muzyką i nową wokalistką. Emily Armstrong to idealne dopełnienie nowego rozdziału Linkin Park”. Recenzja Chrissa Williama z Variety również podkreśla, jak Emily Armstrong idealnie wpasowała się w nową rolę wokalistki Linkin Park, mimo początkowych kontrowersji. „Choć Armstrong nie zastępuje Benningtona, jej występy pełne są surowej energii i pasji, która wprowadza nową jakość do brzmienia zespołu” – pisał William, zauważając, że jej charyzma i wokalna siła sprawiają, że Linkin Park nadal zachowuje swoje charakterystyczne brzmienie, ale w świeżym wydaniu. Recenzja Billboardu podkreśla triumfalny powrót zespołu na scenę podczas koncertu w Barclays Center w Nowym Jorku. „Linkin Park nie zrobił zbyt wielu przerw, nie wygłosił długich przemówień ani nie rozmyślał o swojej siedmioletniej przerwie. Zamiast tego, grając w Barclays Center, Linkin Park wystrzelili jak z armaty – przechodząc przez 27 utworów, pełnych zarówno klasyki, jak i nowego materiału, pokazując, że wciąż są jednym z najważniejszych zespołów rockowych na świecie”.

## Przebieg
Trasa From Zero World Tour, rozpoczęła się koncertem w Inglewood w Stanach zjednoczonych, 11 września 2024 i ma objąć szereg koncertów na całym świecie, w tym w Stanach Zjednoczonych, Korei Południowej, Francji, Niemczech, Wielkiej Brytanii, Kolumbii oraz Brazylii. Trasa wiąże się z premierą nowego albumu zespołu, From Zero, który ukazał się 15 listopada 2024 roku, w dniu koncertu w São Paulo. Ostatni zaplanowany koncert trasy ma odbyć się 15 listopada 2025 roku w Porto Alegre w Brazylii.
| Data (2024)  | Miasto    | Kraj              | Miejsce                | Akt otwarcia                | Frekwencja      | Przychód          |
| ------------ | --------- | ----------------- | ---------------------- | --------------------------- | --------------- | ----------------- |
| 11 września  | Inglewood | Stany Zjednoczone | Kia Forum              | Grandson                    | 16,641 / 16,641 | 9 430 000 dolarów |
| 16 września  | Nowy Jork | Stany Zjednoczone | Barclays Center        | Grandson                    | 15,993 / 15,993 | 9 430 000 dolarów |
| 22 września  | Hamburg   | Niemcy            | Barclays Arena         | Grandson                    | 13,752 / 13,752 | 9 430 000 dolarów |
| 24 września  | Londyn    | Wielka Brytania   | O2 Arena               | Grandson                    | 19,330 / 19,330 | 9 430 000 dolarów |
| 28 września  | Inczon    | Korea Południowa  | Inspire Arena          | –                           | 13,639 / 13,639 | 9 430 000 dolarów |
| 3 listopada  | Nanterre  | Francja           | Paris La Défense Arena | Sleep Token                 | 45,000/45,000   | –                 |
| 8 listopada  | Arlington | Stany Zjednoczone | Globe Life Field       | Bad Omens Jean DawsonHelmet | –               | –                 |
| 11 listopada | Bogota    | Kolumbia          | Coliseo MedPlus        | –                           | –               | –                 |
| 15 listopada | São Paulo | Brazylia          | Allianz Parque         | Ego Kill Talent             | –               | –                 |
| 16 listopada | São Paulo | Brazylia          | Allianz Parque         | Ego Kill Talent             | –               | –                 |

| Data (2025)     | Miasto         | Kraj              | Miejsce                    | Akt otwarcia                      |
| --------------- | -------------- | ----------------- | -------------------------- | --------------------------------- |
| 31 stycznia     | Meksyk         | Meksyk            | Estadio GNP Seguros        | AFI                               |
| 3 lutego        | Guadalajara    | Meksyk            | Estadio 3 de Marzo         | AFI                               |
| 5 lutego        | Monterrey      | Meksyk            | Estadio Banorte            | AFI                               |
| 11 lutego       | Tokio          | Japonia           | Saitama Super Arena        | –                                 |
| 12 lutego       | Tokio          | Japonia           | Saitama Super Arena        | –                                 |
| 16 lutego       | Dżakarta       | Indonezja         | –                          | –                                 |
| 12 kwietnia     | Las Vegas      | Stany Zjednoczone | Sick New World Festival    | –                                 |
| 26 kwietnia     | Austin         | Stany Zjednoczone | Moody Center               | Grandson                          |
| 28 kwietnia     | Tulsa          | Stany Zjednoczone | BOK Center                 | Grandson                          |
| 1 maja          | Grand Rapids   | Stany Zjednoczone | Van Andel Arena            | Grandson                          |
| 3 maja          | Baltimore      | Stany Zjednoczone | CFG Bank Arena             | Grandson                          |
| 6 maja          | Raleigh        | Stany Zjednoczone | Lenovo Center              | Grandson                          |
| 8 maja          | Greenville     | Stany Zjednoczone | Bon Secours Wellness Arena | Grandson                          |
| 10 maja         | Columbus       | Stany Zjednoczone | Sonic Temple               | –                                 |
| 17 maja         | Daytona        | Stany Zjednoczone | Welcome to Rockville       | –                                 |
| 12 czerwca      | Nickelsdorf    | Austria           | Nova Rock Festival         | –                                 |
| 14 czerwca      | Hradec Králové | Czechy            | Rock for People Festival   | –                                 |
| 16 czerwca      | Hannover       | Niemcy            | Heinz-Von-Heiden Arena     | Architects                        |
| 18 czerwca      | Berlin         | Niemcy            | Stadion Olimpijski         | Architects                        |
| 20 czerwca      | Berno          | Szwajcaria        | Bernexpo                   | –                                 |
| 24 czerwca      | Mediolan       | Włochy            | I-DAYS Festival            | –                                 |
| 26 czerwca      | Arnhem         | Holandia          | Gelredome                  | Spiritbox                         |
| 28 czerwca      | Londyn         | Wielka Brytania   | Stadion Wembley            | Spiritbox JPEGMAFIA               |
| 1 lipca         | Dusseldorf     | Niemcy            | Merkur Spiel-Arena         | Architects JPEGMAFIA              |
| 3 lipca         | Werchter       | Belgia            | Rock Werchter Festival     | –                                 |
| 5 lipca         | Gdynia         | Polska            | Open’er Festival           | –                                 |
| 8 lipca         | Frankfurt      | Niemcy            | Deutsche Bank Park         | Architects JPEGMAFIA              |
| 11 lipca        | Paryż          | Francja           | Stade de France            | –                                 |
| 29 lipca        | Nowy Jork      | Stany Zjednoczone | Barclays Center            | PVRIS                             |
| 1 sierpnia      | Boston         | Stany Zjednoczone | TD Garden                  | PVRIS                             |
| 3 sierpnia      | Newark         | Stany Zjednoczone | Prudential Center          | PVRIS                             |
| 6 sierpnia      | Montreal       | Kanada            | Bell Centre                | PVRIS                             |
| 8 sierpnia      | Toronto        | Kanada            | Scotiabank Arena           | PVRIS                             |
| 11 sierpnia     | Chicago        | Stany Zjednoczone | United Center              | PVRIS                             |
| 14 sierpnia     | Detroit        | Stany Zjednoczone | Little Caesars Arena       | PVRIS                             |
| 16 sierpnia     | Filadelfia     | Stany Zjednoczone | Wells Fargo Center         | Jean Dawson                       |
| 19 sierpnia     | Pittsburgh     | Stany Zjednoczone | PPG Paints Arena           | Jean Dawson                       |
| 21 sierpnia     | Nashville      | Stany Zjednoczone | Bridgestone Arena          | Jean Dawson                       |
| 23 sierpnia     | St. Louis      | Stany Zjednoczone | Enterprise Center          | Jean Dawson                       |
| 25 sierpnia     | Milwaukee      | Stany Zjednoczone | Fiserv Forum               | Jean Dawson                       |
| 27 sierpnia     | Minneapolis    | Stany Zjednoczone | Target Center              | Jean Dawson                       |
| 29 sierpnia     | Omaha          | Stany Zjednoczone | CHI Health Center          | Jean Dawson                       |
| 31 sierpnia     | Kansas City    | Stany Zjednoczone | T-Mobile Center            | Jean Dawson                       |
| 3 września      | Denver         | Stany Zjednoczone | Ball Arena                 | Jean Dawson                       |
| 6 września      | Phoenix        | Stany Zjednoczone | Footprint Center           | Jean Dawson                       |
| 13 września     | Los Angeles    | Stany Zjednoczone | Dodger Stadium             | Queens of the Stone Age JPEGMAFIA |
| 15 września     | San Jose       | Stany Zjednoczone | SAP Center                 | JPEGMAFIA                         |
| 17 września     | Sacramento     | Stany Zjednoczone | Golden 1 Center            | JPEGMAFIA                         |
| 19 września     | Portland       | Stany Zjednoczone | Moda Center                | JPEGMAFIA                         |
| 21 września     | Vancouver      | Kanada            | Rogers Arena               | JPEGMAFIA                         |
| 24 września     | Seattle        | Stany Zjednoczone | Climate Pledge             | JPEGMAFIA                         |
| 26 października | Bogota         | Kolumbia          | –                          | –                                 |
| 29 października | Lima           | Peru              | –                          | –                                 |
| 1 listopada     | Buenos Aires   | Argentyna         | –                          | –                                 |
| 5 listopada     | Santiago       | Chile             | –                          | –                                 |
| 8 listopada     | Rio de Janeiro | Brazylia          | –                          | –                                 |
| 10 listopada    | São Paulo      | Brazylia          | –                          | –                                 |
| 13 listopada    | Brasilia       | Brazylia          | –                          | –                                 |
| 15 listopada    | Porto Alegre   | Brazylia          | –                          | –                                 |

## Skład
Linkin Park
- Emily Armstrong – wokal prowadzący
- Colin Brittain – perkusja, gitara
- Dave „Phoenix” Farrell – gitara basowa, gitara rytmiczna, wokal wspierający
- Joe Hahn – turntablizm, sampler, wokale wspierające
- Mike Shinoda – wokal prowadzący, wokal wspierający, rap, gitara, keyboardy

Członek trasy
- Alex Feder – gitara prowadząca, wokal wspierający